# Rassoul Ndiaye
Rassoul Ndiaye (Besançon, 11 dicembre 2001) è un calciatore francese naturalizzato senegalese, centrocampista del Le Havre.

## Carriera

### Club
Cresciuto nel settore giovanile del Sochaux, il 20 marzo 2019 firma il primo contratto professionistico con i gialloblù, di durata triennale; esordisce in prima squadra il 13 agosto seguente, nella partita di Coppa di Lega persa per 2-1 contro il Paris FC. Il 12 agosto 2021 prolunga con i Lionceaux fino al 2024.

### Nazionale
Nel 2022 ha giocato una partita con la nazionale senegalese Under-23.
Nel 2024 ha esordito in nazionale maggiore.

## Statistiche

### Presenze e reti nei club
Statistiche aggiornate al 4 settembre 2024.
| Stagione        | Squadra         | Campionato      | Campionato | Campionato | Coppe nazionali | Coppe nazionali | Coppe nazionali | Coppe continentali | Coppe continentali | Coppe continentali | Altre coppe | Altre coppe | Altre coppe | Totale | Totale |
| Stagione        | Squadra         | Comp            | Pres       | Reti       | Comp            | Pres            | Reti            | Comp               | Pres               | Reti               | Comp        | Pres        | Reti        | Pres   | Reti   |
| --------------- | --------------- | --------------- | ---------- | ---------- | --------------- | --------------- | --------------- | ------------------ | ------------------ | ------------------ | ----------- | ----------- | ----------- | ------ | ------ |
| 2019-2020       | Sochaux         | L2              | 1          | 0          | CF+CdL          | 1+1             | 0               | -                  | -                  | -                  | -           | -           | -           | 3      | 0      |
| 2020-2021       | Sochaux         | L2              | 25         | 0          | CF              | 2               | 0               | -                  | -                  | -                  | -           | -           | -           | 27     | 0      |
| 2021-2022       | Sochaux         | L2              | 35+2       | 5          | CF              | 3               | 0               | -                  | -                  | -                  | -           | -           | -           | 40     | 5      |
| 2022-2023       | Sochaux         | L2              | 31         | 1          | CF              | 2               | 0               | -                  | -                  | -                  | -           | -           | -           | 33     | 1      |
| Totale Sochaux  | Totale Sochaux  | Totale Sochaux  | 92+2       | 6          |                 | 9               | 0               |                    | -                  | -                  |             | -           | -           | 103    | 6      |
| 2023-2024       | Le Havre        | L1              | 19         | 0          | CF              | 1               | 0               |                    | -                  | -                  |             | -           | -           | 20     | 0      |
| 2024-2025       | Le Havre        | L1              | 3          | 1          | CF              | 0               | 0               |                    | -                  | -                  |             | -           | -           | 3      | 1      |
| Totale Le Havre | Totale Le Havre | Totale Le Havre | 22         | 1          |                 | 1               | 0               |                    | -                  | -                  |             | -           | -           | 23     | 1      |
| Totale carriera | Totale carriera | Totale carriera | 114+2      | 7          |                 | 10              | 0               |                    | -                  | -                  |             | -           | -           | 126    | 7      |

### Cronologia presenze e reti in nazionale
| Cronologia completa delle presenze e delle reti in nazionale ― Senegal | Cronologia completa delle presenze e delle reti in nazionale ― Senegal | Cronologia completa delle presenze e delle reti in nazionale ― Senegal | Cronologia completa delle presenze e delle reti in nazionale ― Senegal | Cronologia completa delle presenze e delle reti in nazionale ― Senegal | Cronologia completa delle presenze e delle reti in nazionale ― Senegal | Cronologia completa delle presenze e delle reti in nazionale ― Senegal | Cronologia completa delle presenze e delle reti in nazionale ― Senegal |
| Data                                                                   | Città                                                                  | In casa                                                                | Risultato                                                              | Ospiti                                                                 | Competizione                                                           | Reti                                                                   | Note                                                                   |
| ---------------------------------------------------------------------- | ---------------------------------------------------------------------- | ---------------------------------------------------------------------- | ---------------------------------------------------------------------- | ---------------------------------------------------------------------- | ---------------------------------------------------------------------- | ---------------------------------------------------------------------- | ---------------------------------------------------------------------- |
| 26-3-2024                                                              | Amiens                                                                 | Senegal                                                                | 1 – 0                                                                  | Benin                                                                  | Amichevole                                                             | -                                                                      | 63’                                                                    |
| Totale                                                                 |                                                                        | Presenze                                                               | 1                                                                      |                                                                        | Reti                                                                   | 0                                                                      |                                                                        |